# Nossa Senhora da Graça de Póvoa e Meadas
Nossa Senhora da Graça de Póvoa e Meadas, meist kurz Póvoa e Meadas, ist eine Kleinstadt (Vila) und Gemeinde in Portugal, in der Region Alentejo.

## Geschichte
Eine Vielzahl Funde belegen eine vorgeschichtliche Besiedlung. Der heutige Ort entstand vermutlich im Zuge der mittelalterlichen Reconquista. 1248 erhielt der Ort Stadtrechte und blieb Sitz eines Verwaltungskreises bis zu den Verwaltungsreformen nach der Liberalen Revolution ab 1820 und dem folgenden Miguelistenkrieg 1834. Der Kreis von Póvoa e Meadas wurde dabei 1836 aufgelöst und ist seither eine Gemeinde des Kreises Castelo de Vide.

## Verwaltung
Nossa Senhora da Graça de Póvoa e Meadas ist Sitz einer gleichnamigen Gemeinde (Freguesia) im Kreis (Concelho) von Castelo de Vide im Distrikt Portalegre. In ihr leben 542 Einwohner auf einer Fläche von 74 km² (Stand 19. April 2021).
Folgende Orte liegen in der Gemeinde:
- Fragosa
- Póvoa e Meadas
- Quinta da Bela Vista
- Quinta do Bispo

## Bauwerke und Einrichtungen
- Anta do Pai Anes
- Anta da Tapada dos Matos (auch Anta dos Mosteiros)
- Gemeindekirche
- Stierkampfarena
- Talsperre Póvoa (auch Barragem de Póvoa e Meadas)
- Fußballplatz
- Seniorenheim
- Gesundheitsstation
- Casa do Povo (u. a. Sitz der Volkstanzgruppe Rancho Folclórico de Póvoa e Meadas)
- öffentliche Brunnen
- Sport- und Kulturverein Associação Cultural e Desportiva de Póvoa e Meadas
- Zu weiteren Kulturdenkmalen im Gebiet der Gemeinde vergleiche die Liste der Kulturdenkmale im Concelho Castelo de Vide